# Los Alares
Los Alares es una pedanía española, dependiente del municipio de Los Navalucillos, situada en los Montes de Toledo en la comunidad autónoma de Castilla-La Mancha. Según el Instituto Nacional de Estadística, la pedanía cuenta con 55 habitantes (INE 2023).

## Toponimia
Según el DRAE, un alar es percha de cerdas para cazar perdices, que tiene que ver mucho con el nombre y el origen del pueblo, pues en la zona dónde ahora se encuentra el pueblo había este tipo de trampas para cazar.

## Historia
De acuerdo con las gentes del lugar, Los Alares fue fundado por unos vaqueros de Espinoso del Rey y es sabido que uno de ellos se llamaba Baltasar, quién al parecer era el líder de los demás. Se instalaron a la orilla del río Estenilla, que pasa por la localidad. Donde en la actualidad se encuentra el pueblo, había verdes praderas con manantiales en las que abundaba la hierba. De esta hierba se alimentaban los animales de la zona (conejos, perdices, y otros animales de caza, como ciervos, venados y jabalíes). Estos vaqueros ponían trampas para obtener caza de estos animales, que les servían de alimento. Estas trampas recibían el nombre de “alar”, y estaban colocadas estratégicamente. Al día siguiente, el señor Baltasar decía a los otros vaqueros “tenéis que ir a los alares a recoger la caza para el almuerzo”. Así repetían todos los días el ir a los alares
Después, estos vaqueros construyeron la primera casa, y fue conocida como la casa del tío Román.
Unos monjes del Convento de Guadalupe, tenían el paso de herradura por la localidad, por lo que fundaron un convento en el siglo XVIII, en el que fundían cera de abeja para construir materiales.
Más adelante fue construida la iglesia parroquial de Ntra. Sra. del Pilar, en el siglo XVIII.

## Monumentos y lugares de interés
Los Alares es una pedanía situada en un valle a media ladera, en la que destaca la arquitectura de estilo popular. Las construcciones de la pedanía siguen un estilo homogéneo y usan como material con piedras pizarrosas planas. En el centro se sitúa una pequeña plaza con una fuente. El resto de la localidad está formada por varias calles de trazado irregular alrededor de este núcleo. Destaca la Iglesia de Ntra. Sra. del Pilar, bendecida en 1889.

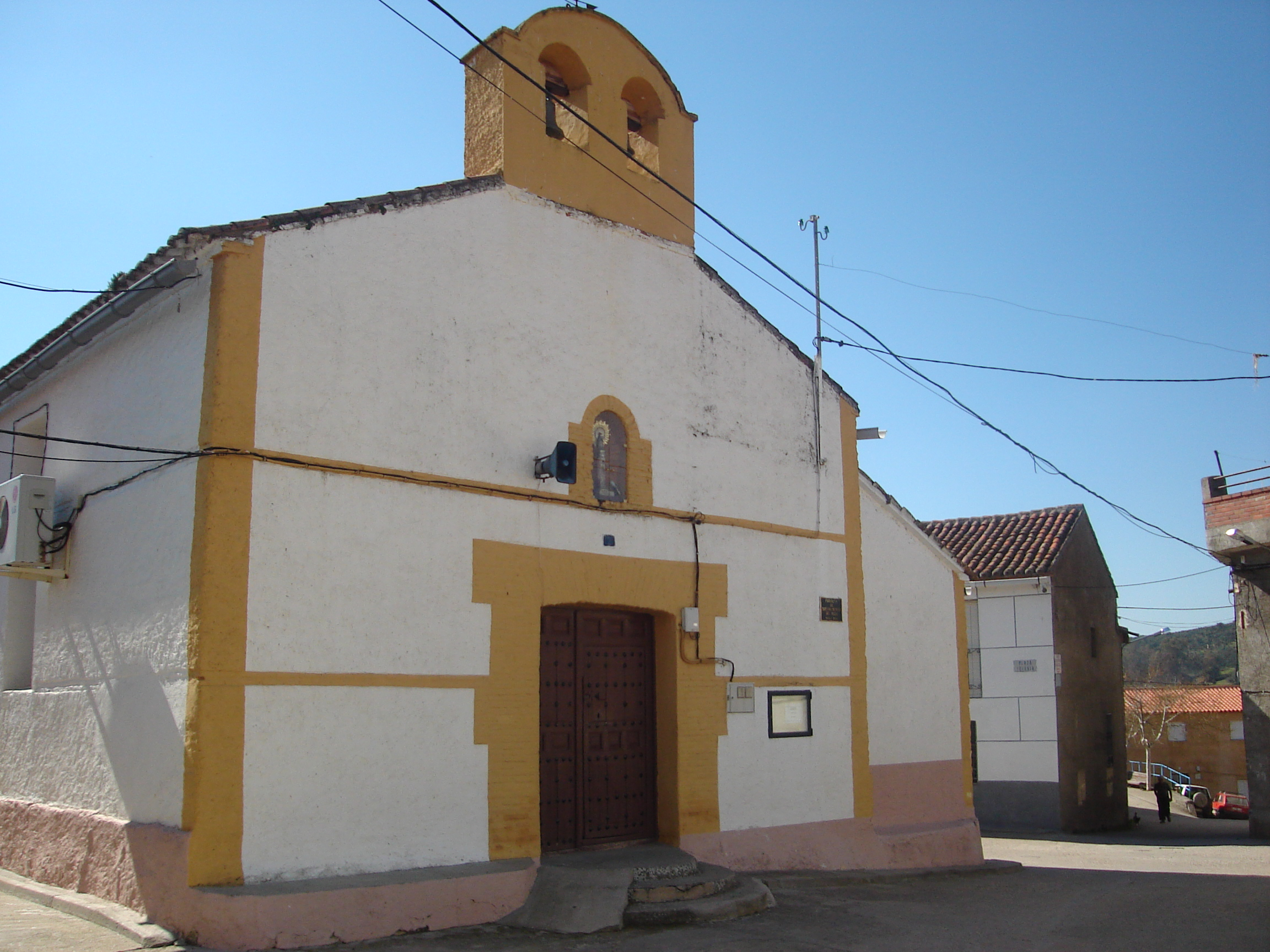
Iglesia de Ntra. Sra. del Pilar, del.

## Geografía
Es un entorno de montañas y valles pertenecientes a los Montes de Toledo, el pueblo se encuentra en un valle, en los alrededores del Río Estenilla.

### Flora
La vegetación que se puede encontrar en la zona varía según se trate de zonas de monte o de raña. En los montes se conservan encinares en las solanas con alcornoques en zonas benignas, cornicabras, madroños y quejigos. 
Los matorrales característicos son los inmensos jarales de jara pringosa, tomillo borriquero y algunos brezales. Los más abundantes son la garriga que aparece cuando hay una degradación del bosque. En las laderas con exposición Norte o en zonas más húmedas como los fondos de los valles, se instalan melojos, peonías, y otras especies más frescas (Cistus laurifolius, Sorbus torminalis,Crataegus monogyna ...).
En zonas muy especiales, protegidas de la desecación y la fuerte insolación, se instalan especies vegetales que debieron llegar a estas tierras cuando el clima era más frío y húmedo que el actual y así tenemos poblaciones relictas de tejos, abedules, acebos o alisos. Asociados a los enclaves de aguas permanentes como ríos y navazos hay toda una flora muy especial como diversos musgos, plantas carnívoras (Drosera rotundifolia, Pinguicula) o mirto.
En la vegetación de rivera se puede encontrar sobre todo matorrales como laureles, zarzamoras, y numerosas trepadoras, mezcladas con algún que otro sauce como árbol característico.

### Demografía
| Gráfica de evolución demográfica de Los Alares entre 2000 y 2023                        |
|                                                                                         |
| Fuente: Instituto Nacional de Estadística de España - Elaboración gráfica por Wikipedia |

### Clima
El clima de la población es continental, con temperaturas extremas en verano e invierno y cortas primaveras y otoños son las características generales del clima en La Jara, no muy distinta de sus comarcas vecinas. Las lluvias no son muy abundantes y no suelen llegar, como media anual, a los 80 días con precipitaciones; algunas de ellas en las zonas montañosas suelen ser de nieve en diciembre y enero. El clima de esta comarca es el general de la provincia, matizado únicamente porque las mayores alturas suponen un descenso, aunque ligero, de las temperaturas (esto no afecta a la zona porque las alturas mayores son de 900 m). Por la misma razón las nieves son más frecuentes también que en La Jara, La Sagra o La Mancha, pero poco duraderas. Los vientos dominantes son los del sudeste; en primavera y otoño también corren ponientes y en invierno los del norte.
El clima que se da en esta zona es el clima mediterráneo continentalizado, en el que las características generales son amplitud térmica media muy elevada debido a las altas temperaturas (40 °C) durante veranos secos y mínimas en invierno con gran cantidad de heladas (hasta 70 días). Las máximas se dan durante el verano, superiores a 20 °C de media en julio y agosto y las mínimas en invierno con unos 4 °C de media sobre todo en diciembre y enero. Debido a que la amplitud térmica en superior a 10 °C, se confirma que estemos tratando un clima continentalizado.
Este tipo de clima produce sobre todo causado por la amplitud térmica y las heladas que se den muchos fenómenos de geliflacción, arrastre de material por las lluvias equinocciales y el tipo de suelo existente.
| DATOS CLIMATOLÓGICOS AÑO 2008 (Observatorio Los Navalmorales)                                               |            |         |            |         |        |        |        |       |       |       |        |        |         |
| | MAXIMAS    | MAXIMAS | MINIMAS    | MINIMAS | Tmm °C | tmm °C | TMM °C | Hmm % | hmm % | Hmm % | P mm   | Vm m/s | ET0 mm  |
| FECHA | TMA        | FECHA   | tma        |         | Tmm °C | tmm °C | TMM °C | Hmm % | hmm % | Hmm % | P mm   | Vm m/s | ET0 mm  |
| Enero | 22/01/2008 | 19.0    | 12/01/2008 | 0.0     | 7.93   | 4.50   | 11.77  | 71.05 | 55.19 | 83.02 | 18.80  | 2.38   | 40.10   |
| Febrero | 27/02/2008 | 17.3    | 11/02/2008 | -1.0    | 7.97   | 4.40   | 12.30  | 73.53 | 55.14 | 87.17 | 29.80  | 2.57   | 48.70   |
| Marzo | 14/03/2008 | 22.9    | 06/03/2008 | -1.8    | 10.07  | 4.74   | 15.77  | 52.45 | 33.42 | 72.41 | 5.80   | 3.07   | 101.20  |
| Abril | 27/04/2008 | 26.4    | 16/04/2008 | 0.0     | 13.00  | 7.54   | 18.25  | 55.34 | 35.24 | 75.52 | 72.40  | 3.34   | 117.20  |
| Mayo | 06/05/2008 | 28.0    | 01/05/2008 | 6.9     | 14.27  | 9.58   | 19.75  | 65.99 | 42.89 | 83.90 | 90.40  | 2.06   | 113.80  |
| Junio | 28/06/2008 | 35.4    | 09/06/2007 | 8.6     | 21.29  | 14.80  | 27.61  | 44.56 | 25.03 | 68.91 | 22.20  | 2.28   | 184.80  |
| Julio | 19/07/2008 | 37.7    | 13/07/2008 | 12.2    | 24.75  | 17.87  | 31.52  | 29.92 | 15.26 | 49.63 | 16.60  | 2.57   | 234.80  |
| Agosto | 04/08/2008 | 38.9    | 15/08/2008 | 9.4     | 25.29  | 17.65  | 32.28  | 31.37 | 15.19 | 54.47 | 0.80   | 2.44   | 213.60  |
| Septiembre                                                                                                  | 01/09/2008 | 31.2    | 26/09/2008 | 8.9     | 19.49  | 14.15  | 25.46  | 45.68 | 27.26 | 65.71 | 9.60   | 2.36   | 136.30  |
| Octubre | 01/10/2008 | 24.7    | 29/10/2008 | 2.1     | 13.93  | 10.23  | 18.54  | 63.25 | 45.11 | 77.98 | 173.80 | 2.58   | 81.10   |
| Noviembre                                                                                                   | 17/11/2008 | 17.8    | 27/11/2008 | -2.5    | 7.48   | 4.12   | 11.50  | 66.60 | 43.57 | 80.73 | 6.80   | 2.45   | 44.80   |
| Diciembre                                                                                                   | 21/12/2008 | 15.0    | 27/12/2008 | -2.2    | 5.85   | 2.54   | 9.14   | 68.51 | 54.42 | 80.47 | 49.20  | 2.63   | 34.60   |
| AÑO 2008 | 04/08/2008 | 38.9    | 27/11/2008 | -2.5    | 14.30  | 9.36   | 19.52  | 55.62 | 37.76 | 73.26 | 496.20 | 2.56   | 1351.00 |
| Fuente: Centro Regional de Estudios del Agua CREA- UCLM Archivado el 2 de abril de 2013 en Wayback Machine. |            |         |            |         |        |        |        |       |       |       |        |        |         |

TMA = Temperatura Máxima absoluta

tma = temperatura mínima absoluta

Tmm = Temperatura media de medias

tmm = temperatura media de mínimas

TMM = Temperatura Media de Máximas

Datos en °C

Hmm = Humedad relativa media de medias

P = Precipitación
Vm = Velocidad media

ET0 = Evapotranspiración de referencia o evapotranspiración del cultivo de referencia acumulada

## Fiestas
- Del 7 Al 15 de agosto La Asociación Gastronómica Cultural PEÑA LOS ALARES, viene desarrollando La Semana Cultural, donde se puede disfrutar de diferentes actividades como: exposiciones, talleres artesanales, senderismo, juegos tradicionales, proyecciones culturales, paseos astronómicos, guerra del agua entre todo el pueblo, verbenas, mercado  medieval y comidas populares
- El 12 de octubre tienen lugar las fiestas patronales en honor a la Virgen del Pilar, donde se puede disfrutar de verbenas, concursos gastronómicos de comidas típicas de la comarca de los Montes de Toledo, desfile procesional, de gran importancia para los oriundos de Los Alares, que acuden siempre que pueden a visitar a su patrona la Virgen del Pilar.